# اکتور ده بوروا
اکتور ده بوروا (اسپانیایی: Héctor De Bourgoing‎؛ ۲۳ ژوئیهٔ ۱۹۳۴ – ۲۴ ژانویهٔ ۱۹۹۳) بازیکن فوتبال اهل آرژانتین-فرانسه بود.

## باشگاهی
از باشگاه‌هایی که در آن بازی کرده‌است می‌توان به باشگاه فوتبال اتلتیکو تیگره، باشگاه فوتبال ریور پلاته، باشگاه فوتبال نیس، و باشگاه فوتبال بوردو اشاره کرد.

## تیم ملی
وی همچنین در تیم‌های ملی فوتبال آرژانتین و فرانسه بازی کرده‌است.